# FORMOSAT-2

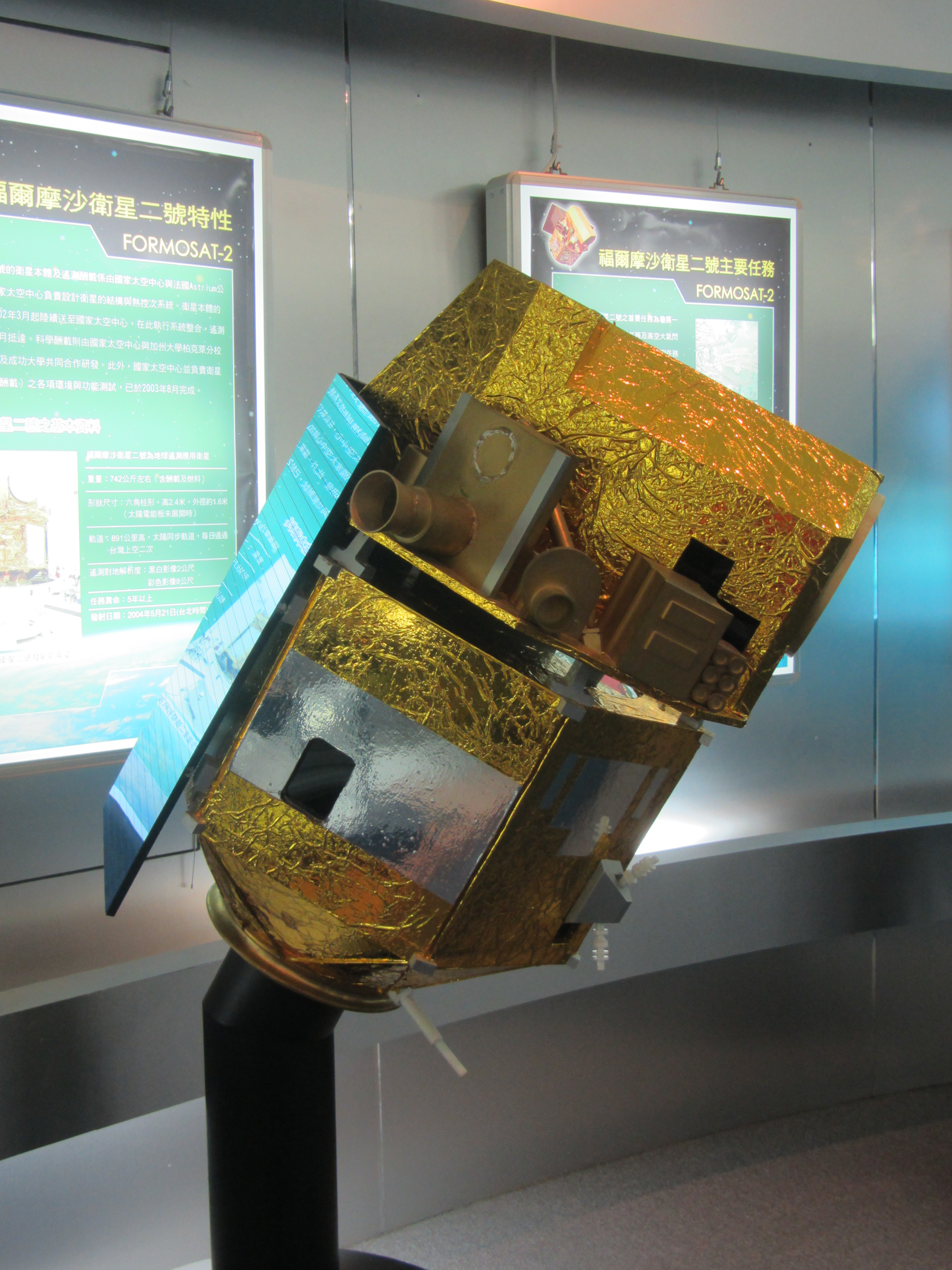
FORMOSTA-2

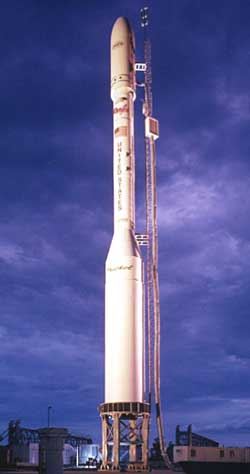
O foguete Taurus, preparado para lançar o FORMOSAT-2.

FORMOSAT-2 (, originalmente conhecido como ROCSAT-2) é um satélite de observação da Terra operado pela National Space Organization (NSPO) da República da China. É um satélite de observação de alta resolução com capacidade de múltiplas varreduras de uma mesma região durante cada dia. Essas imagens são comercializadas pela Astrium (anteriormente Spot Image).

## Lançamento
O FORMOSAT-2, foi lançado em 19/05/2004 a partir da Base da Força Aérea de Vandenberg, por intermédio de um foguete Taurus XL 3210 (#007).

## Características

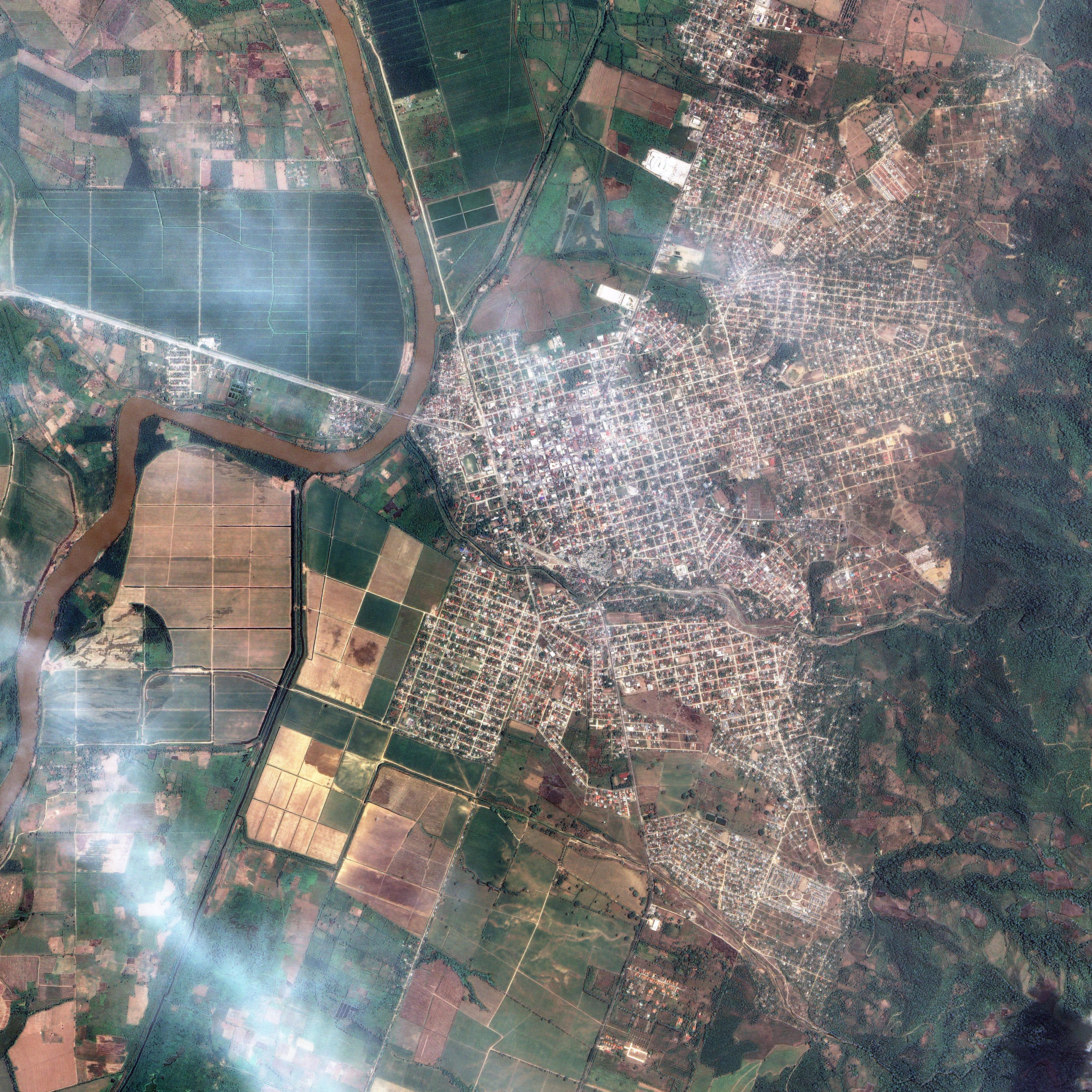
Foto de área atingida por terremoto obtida com o FORMOSAT-2.

Essas são as principais características do satélite:
- Massa total: 760 kg
- Formato: cilindro hexagonal com 2,4 m de altura e 1,6 m de diâmetro
- Órbita: heliossíncrona a 891 km de altitude. Sobrevoa Taiwan duas vezes por dia
- Carga útil: sensoriamento remoto (ISUAL)
- Resolução: (observação vertical): monocromática, 2 m, colorida 8 m
- Largura da imagem: 24 km
- Movimento: frente/trás 45° ; lateral 45°
- Ciclo de varredura: 8 min/órbita
- Vida útil: 5 anos (projetada)